# فرناندو سور
فرناندو سور 1778-1839 (بالإنجليزية: Fernando Sor) هو عازف غيتار كلاسيكي من مواليد كتالونيا ومؤلف لهذه الآلة، مع تأليفه للأوبرا والأوركسترا والرباعيات الوترية والبيانو والباليه. حيث ان باليه سندريلا حقق نجاحاً باهراً بأكثر من مئة عرض حول أوربا. مقطوعات الإيتار التي كتبها تتراوح بين المستوى المبتدئ إلى المتقدم الاحترافي، ومن أشهر أعماله على الإيتار هي (تنويعات على لحن لموزارت).
المميز بعزف (سور) هو عدم استخدامه للبنصر أثناء العزف.

## روابط خارجية
- فرناندو سور على موقع الموسوعة البريطانية (الإنجليزية)
- فرناندو سور على موقع ميوزك برينز (الإنجليزية)
- فرناندو سور على موقع أول ميوزيك (الإنجليزية)
- فرناندو سور على موقع ديسكوغز (الإنجليزية)